# Festival internazionale del cinema di Berlino
Il Festival internazionale del cinema di Berlino è un festival cinematografico che si svolge ogni anno nel mese di febbraio nella città di Berlino, per la durata di undici giorni. Noto anche come Berlinale, nome coniato dall'attrice tedesca Tatjana Sais, ha come sede principale il Theater am Potsdamer Platz che nel periodo del festival assume il nome di Berlinale Palast.
Inaugurato nel 1951, il Festival di Berlino è stato riconosciuto come festival competitivo dalla FIAPF nel 1956 e con gli anni ha assunto sempre maggior prestigio. Grazie anche a eventi concomitanti come lo European Film Market e il Berlinale Talents, ogni anno attira circa 500.000 visitatori da tutto il mondo e ospita in media oltre 20.000 addetti ai lavori provenienti da 120 nazioni, tra cui 4.000 giornalisti.
Il premio principale della manifestazione è l'Orso d'oro (Goldener Bär), assegnato ogni anno al miglior film. Dal 1982 viene conferito anche l'Orso d'oro alla carriera e nel 1986 è stata introdotta la Berlinale Kamera, premio onorifico destinato a personalità e istituzioni cinematografiche che nel corso degli anni hanno dato un importante contributo al festival.
Ogni anno vengono proiettati oltre 400 titoli tra lungometraggi, documentari e progetti speciali.

## Storia
Il primo Festival di Berlino, fondato da Oscar Martay e diretto da Alfred Bauer, si tenne il 6 giugno 1951 nel cinema Titania-Palast. Il film d'apertura fu Rebecca, la prima moglie di Alfred Hitchcock, con Joan Fontaine, l'ospite principale del festival. Sei anni dopo la fine della seconda guerra mondiale, Berlino tornò sotto i riflettori mondiali grazie all'iniziativa dei soldati statunitensi di stanza nella parte occidentale della città, in gran parte ancora distrutta. Nonostante la ricostruzione in atto, infatti, Berlino era molto lontana e diversa dal vivace centro artistico che era stata negli anni venti, durante i quali il cinema tedesco aveva conosciuto il proprio splendore con la filmografia espressionista.

## Programma e sezioni
Il programma del festival è composto attualmente dalle seguenti sezioni:
Concorso: comprende lungometraggi inediti al di fuori dei Paesi di origine, selezionati dal Direttore del festival e proiettati in lingua originale con sottotitoli in inglese e tedesco. Ai film in concorso vengono assegnati i premi della giuria internazionale.
Berlinale Shorts: dal 1956 la Berlinale assegna l'Orso d'oro e l'Orso d'argento anche a cortometraggi nazionali e internazionali inediti al di fuori dei Paesi di origine, in particolare a quelli che dimostrano un approccio innovativo alla produzione cinematografica. I premi sono assegnati da un'apposita giuria dal 2003.
Panorama: nata nel 1980 come "Info-Schau" e rinominata Panorama nel 1986, la sezione include film d'autore, pellicole indipendenti e documentari inediti che trattano soggetti controversi, in particolare legati a tematiche LGBT, a femminismo o a politica con stili estetici non convenzionali.
Forum: fondato alla fine degli anni sessanta come contraltare al concorso, il "Forum internazionale del giovane cinema" è diventato parte integrante del festival nel 1971 e ogni anno propone film sperimentali e documentari provenienti da tutto il mondo, con particolare attenzione alle opere dei giovani registi, oltre a dibattiti e workshop. La sezione parallela Forum Expanded rappresenta una piattaforma riservata ad arte visiva, teatro, musica e media.
Generation: inaugurata nel 1978, la sezione dedicata a bambini e ragazzi è attualmente suddivisa in due sotto-sezioni riservate agli adolescenti (Generation 14plus) e ai più giovani (Generation Kplus). Ai film e cortometraggi in programma sono assegnati premi da apposite giurie e altri riconoscimenti come la migliore opera prima e il miglior documentario.
Perspektive Deutsches Kino: inaugurata nel 2002, la sezione pone l'attenzione sui registi emergenti e sulle recenti produzioni della scena cinematografica tedesca, in particolare sulle nuove tendenze tematiche e artistiche. I film concorrono per diversi premi tra cui quello al miglior documentario, il Compass Perspektive Award e il Teddy Award.
Berlinale Special: inaugurata nel 2004, la sezione è riservata alle ultime produzioni di grandi registi che concorrono per il premio al miglior documentario, oltre ad opere cinematografiche del passato legate a particolari focus o argomenti di attualità. Dal 2015 la sezione è affiancata dalla Berlinale Series, dedicata alle serie televisive.
Encounters: introdotta nel 2020 con l'obiettivo di supportare nuove prospettive nel cinema e dare più spazio a diverse forme narrative, la sezione è dedicata ad anteprime mondiali di film e documentari di registi indipendenti e innovativi. Un'apposita giuria assegna alle opere di questa sezione i premi per il miglior film, il miglior regista e un premio speciale.
Retrospettiva: sin dalla prima edizione il festival ha sempre presentato una retrospettiva dedicata a registi, attori o a specifici generi o temi affrontati dal cinema. Dal 1977 è organizzata in collaborazione con la Deutsche Kinemathek e dal 2013 includa la sezione Berlinale Classics, con film classici restaurati attraverso tecnologie digitali.
Homage: inaugurata nel 1977 con un programma dedicato al documentarista tedesco Wilfried Basse, questa sezione è stata inclusa in modo regolare nella Berlinale solo a partire dal 1991. Dal 1993 in poi è sempre stata dedicata a uno dei vincitori dell'Orso d'oro alla carriera, tranne nel 2004, 2005 e 2006 in cui non è stata presentata.
Dal 2010 il festival celebra inoltre i cosiddetti "KiezKinos", i cinema di quartiere di Berlino, con l'evento Berlinale Goes Kiez che prevede la proiezione di una selezione di film inclusi nel programma. In ogni cinema vengono proiettati due film introdotti dai relativi "film team", che al termine si intrattengono con il pubblico discutendo la propria opera e raccontando il lavoro di produzione e i dietro le quinte. Inoltre, ogni KiezKino ha come madrina o padrino una personalità di spicco dello showbiz.

## Premi e giurie

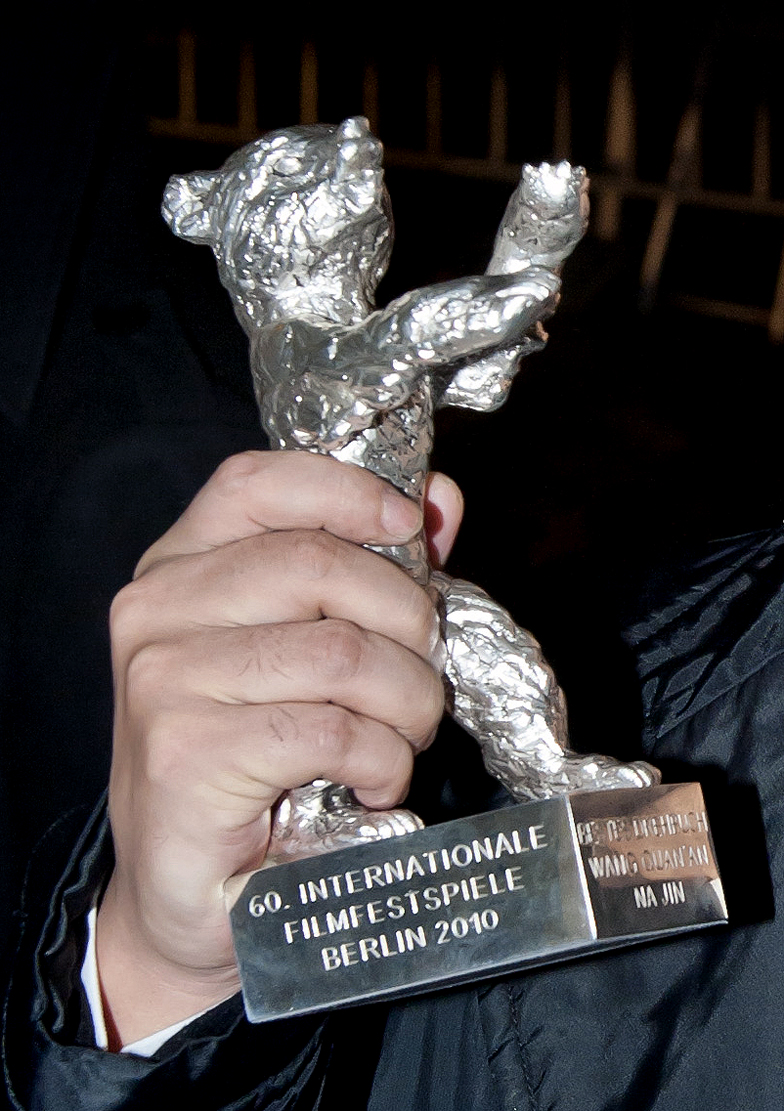
Statuetta dell'Orso d'argento

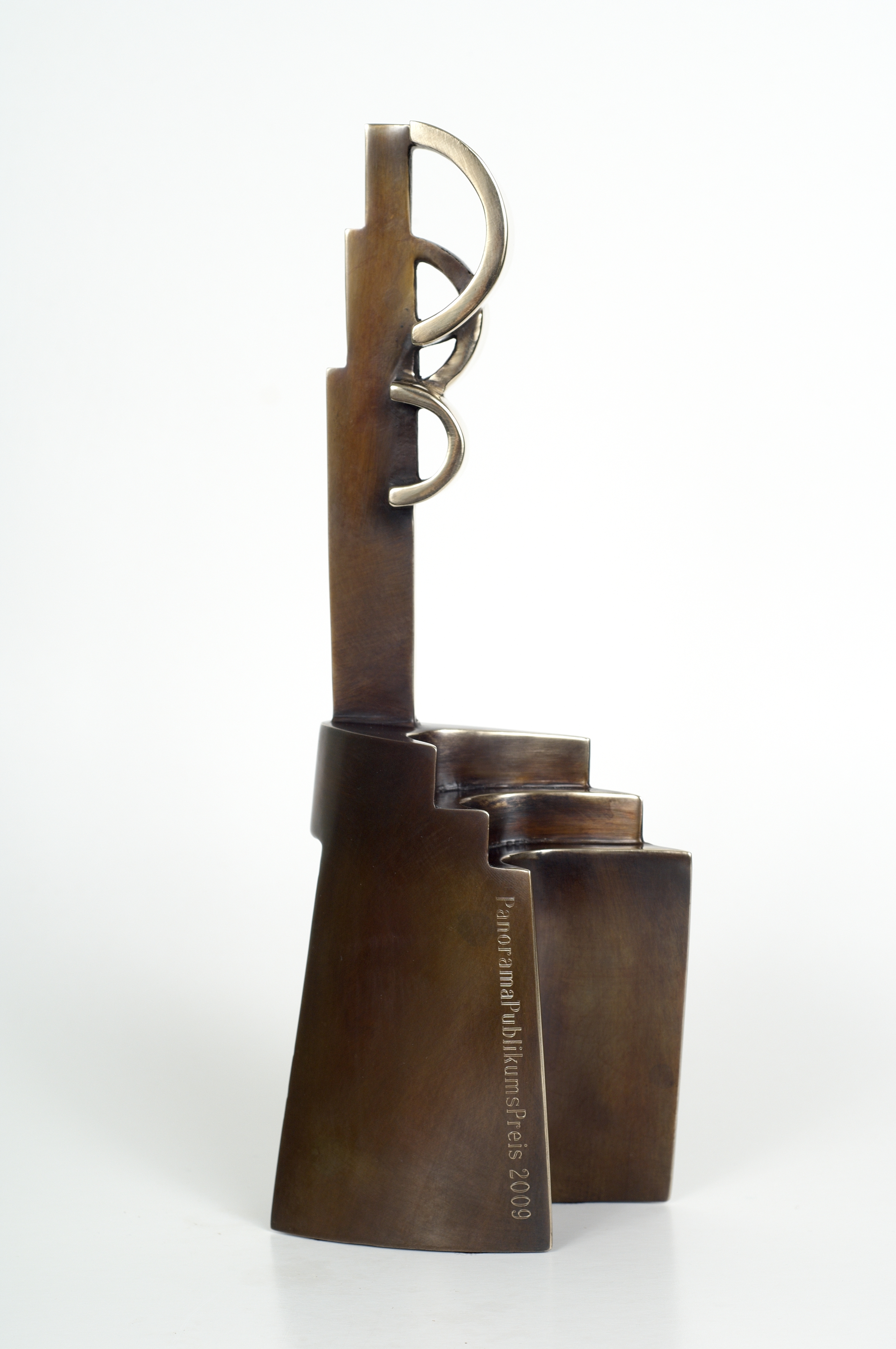
Il premio assegnato dal pubblico

Il premio principale è l'Orso d'oro assegnato al miglior film, una statuetta in bronzo placcata d'oro rappresentante il simbolo della città presente sullo stemma e sulla bandiera. Oltre ai riconoscimenti onorari, a quelli delle giurie indipendenti e del pubblico, altri premi vengono assegnati alla miglior opera prima, al miglior documentario, al miglior cortometraggio e ai film della sezione giovanile "Generation".
- Premi della giuria internazionale[15]

- Orso d'oro per il miglior film
- Orso d'argento, gran premio della giuria
- Orso d'argento per il miglior regista
- Orso d'argento per la miglior interpretazione da protagonista
- Orso d'argento per la miglior interpretazione da non protagonista
- Orso d'argento per la migliore sceneggiatura
- Orso d'argento per il miglior contributo artistico
- Orso d'argento, premio della giuria
- Premi della giuria "Encounters"[16]

- Miglior film
- Premio speciale della giuria
- Miglior regista
- Premi della giuria "Opera prima"[17]

- Migliore opera prima
- Premi della giuria "Documentari"[18]

- Miglior documentario
- Premi della giuria "Cortometraggi"[19]

- Orso d'oro per il miglior cortometraggio
- Orso d'argento, premio della giuria (cortometraggi)
- Berlin Short Film Candidate for the EFA (il vincitore entra tra i candidati per il miglior cortometraggio agli European Film Awards)
- Premi delle giurie "Generation"[20]

- Orso di cristallo per il miglior film
- Orso di cristallo per il miglior cortometraggio
- Grand Prix per il miglior film
- Special Prize per il miglior cortometraggio
- Premi delle giurie indipendenti[25]

- Premio della giuria ecumenica (assegnato dalle organizzazioni cinematografiche internazionali delle Chiese protestanti e cattoliche)
- Premio FIPRESCI (assegnato dalla federazione internazionale della stampa cinematografica)
- Guild Film Prize (assegnato dalla AG Kino - Gilde)
- Premio CICAE Art Cinema (assegnato dalla Confédération internationale des cinémas d'art et d'essai)
- Label Europa Cinemas (assegnato a un film europeo della sezione Panorama da una giuria composta da distributori cinematografici)
- Teddy Award (assegnato a film con soggetti legati a tematiche LGBT da una giuria composta da organizzatori di festival di cinema gay-lesbico)
- Premio Caligari (sponsorizzato dalla Bundesverband kommunale Filmarbeit e dalla rivista Filmdienst e assegnato a un film della sezione Forum)
- Peace Film Prize (assegnato a un film delle varie sezioni che combini qualità estetiche e impegno sociale)
- Premio Amnesty International (assegnato a un film delle varie sezioni che affronti il tema dei diritti umani)
- Premio Heiner Carow (assegnato ad una produzione tedesca della sezione Perspektive Deutsches Kino che affronti rilevanti questioni sociali e politiche)
- Compass Perspektive Award (assegnato al miglior film della sezione Perspektive Deutsches Kino)
- Premio AG Kino Gilde 14plus (assegnato dalla AG Kino - Gilde a uno dei film della sezione Generation 14plus)
- Premi del pubblico e dei lettori[25]

- Panorama Audience Award (assegnato dal pubblico a un film della sezione Panorama)
- Premio dei lettori della Berliner Morgenpost (assegnato a un film in concorso)
- Premio dei lettori di Der Tagesspiegel (assegnato a un film della sezione Forum)
- Teddy Reader's Award (assegnato dagli utenti del portale Queer.de)
- Development Awards[25]

- Kompagnon Fellowship (assegnato a registi e sceneggiatori delle sezioni Berlinale Talents e Perspektive Deutsches Kino)
- ARTEKino International Prize (assegnato a uno dei progetti selezionati per il Berlinale Co-Production Market)
- Eurimages Co-Production Development Award (assegnato ai produttori di uno dei progetti selezionati per il Berlinale Co-Production Market)
- VFF Talent Highlight Award (assegnato a produttori cinematografici e televisivi durante il Talent Project Market)
- Film Prize for International Cooperation (assegnato a due co-produzioni tedesco/arabe)
- Premi onorari

- Orso d'oro alla carriera
- Berlinale Kamera

### Premi non più assegnati
- Orso d'argento per il miglior attore (assegnato dal 1956 al 2020)
- Orso d'argento per la migliore attrice (assegnato dal 1956 al 2020)
- Orso d'argento per il miglior contributo singolo (assegnato occasionalmente dal 1956 fino alla fine degli anni settanta e con regolarità dal 1981 al 1999)
- Orso d'argento per la migliore colonna sonora (assegnato dal 2002 al 2007)
- Premio l'angelo azzurro (assegnato dal 1993 al 2005 al miglior film europeo in concorso)
- Premio Alfred Bauer (assegnato dal 1987 al 2019 a film ritenuti particolarmente innovativi)
- Audi Short Film Award (assegnato dal 2015 al 2020 a uno dei cortometraggi in concorso)
- Premio Manfred Salzgeber (assegnato dal 2000 al 2008 a film e documentari in concorso e nella sezione Panorama)
- Premio Wolfgang Staudte (assegnato dal 1990 al 2006 a uno dei film presentati nella sezione Forum)

### Shooting Stars Award

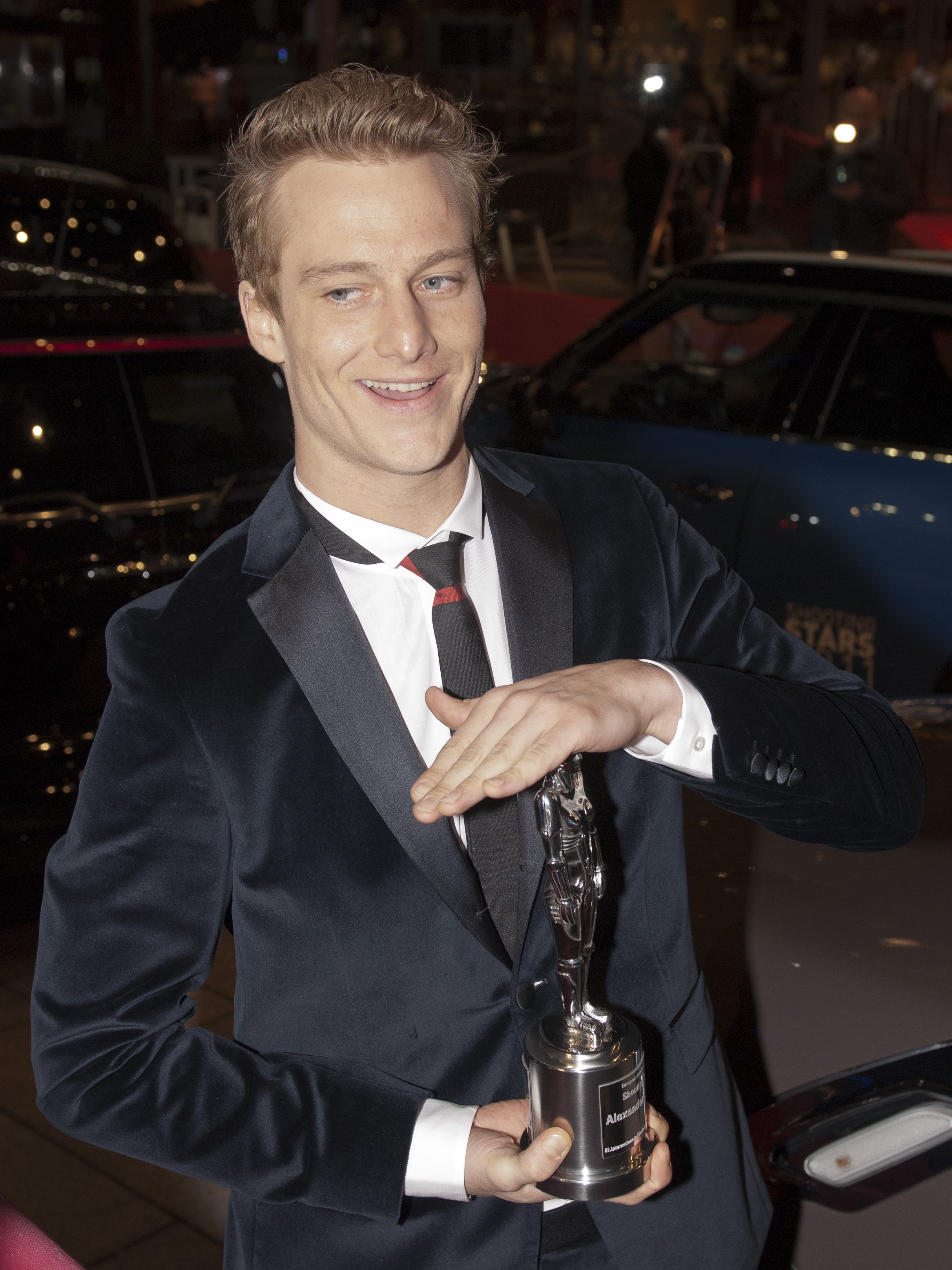
Alexander Fehling con lo Shooting Stars Award vinto nel 2011

Lo Shooting Stars Award, introdotto nel 1998 dalla European Film Promotion, è assegnato ogni anno a dieci giovani attori europei valutati da una giuria internazionale. I vincitori sono valutati in base alla performance nei film più recenti ed hanno la possibilità di partecipare a conferenze stampa, servizi fotografici e incontri con direttori di casting, registi e produttori.
Tra gli attori che hanno ricevuto lo Shooting Stars Award figurano Rachel Weisz, Moritz Bleibtreu, Alba Rohrwacher, Daniel Craig, Carey Mulligan, Daniel Brühl, Alicia Vikander, Alexander Fehling, Jasmine Trinca, Elio Germano, Isabella Ragonese, Luca Marinelli e Matilda De Angelis.

## Direttori
- 1951-1976: Alfred Bauer
- 1977-1978: Wolf Donner
- 1979-2001: Moritz de Hadeln
- 2002-2019: Dieter Kosslick
- 2020-2024: Carlo Chatrian (Direttore artistico), Mariette Rissenbeek (Direttore esecutivo)
- 2025- : Tricia Tuttle[29]

## European Film Market e Berlinale Co-Production Market

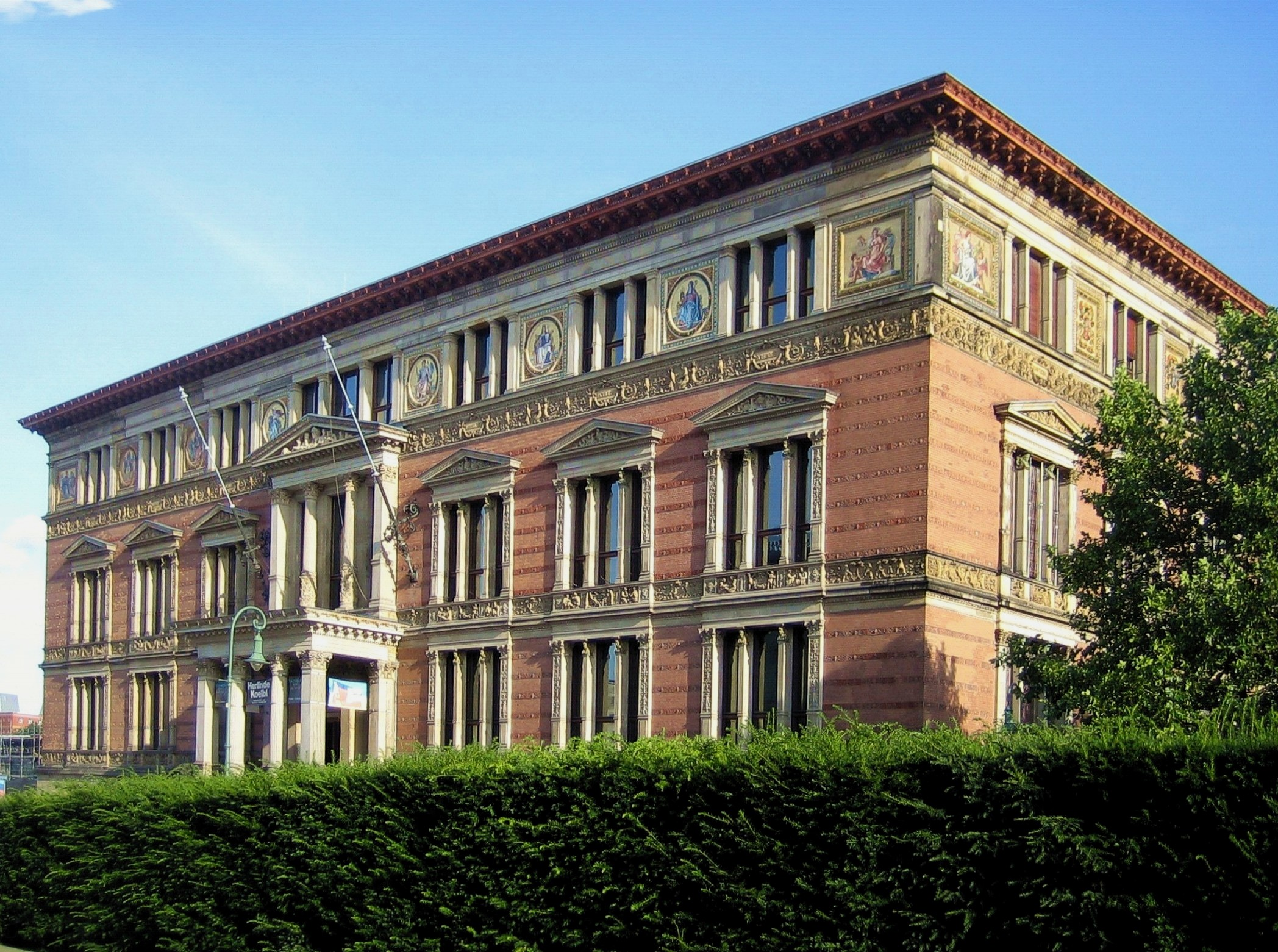
Il Martin-Gropius-Bau nel quartiere di Kreuzberg, sede dello European Film Market

Lo European Film Market (EFM) è uno dei principali mercati cinematografici del mondo e nel periodo del Festival di Berlino rappresenta il centro degli affari per gli addetti ai lavori di cinema, televisione, home entertainment e nuovi media. Ospitato nel Martin-Gropius-Bau di Kreuzberg, ogni anno offre spazi espositivi per produttori cinematografici, acquirenti, finanziatori, agenti di vendita e distributori e organizza numerose proiezioni nei cinema di Potsdamer Platz. Nel 2020 hanno partecipato oltre 11.000 addetti ai lavori da 114 nazioni e sono state proiettate 525 prime visioni.
Tra le iniziative che hanno luogo nel periodo del festival:
- Lola at Berlinale: organizzata insieme alla Deutsche Filmakademie e alla German Films Service + Marketing GmbH, compagnia nazionale per la promozione di film tedeschi, propone film selezionati per concorrere ai Deutscher Filmpreis.[32]
- EFM Industry Debates: serie di dibattiti per promuovere lo scambio di opinioni tra i professionisti del settore e affrontare gli sviluppi nel campo del cinema e dell'intrattenimento.[33]
- Docsalon: inaugurata nel 2009 in cooperazione con lo European Documentary Network, è un punto d'incontro e di scambio per acquirenti, venditori, registi, produttori e distributori di documentari.[34]
- EFM Horizon: iniziativa incentrata sui più recenti sviluppi tecnologici che mira a facilitare l'incontro tra l'industria audiovisiva e rappresentanti di altri campi, per sviluppare nuove strategie per l'industria cinematografica.[35]
- Berlinale Africa Hub: piattaforma dedicata ai nuovi modelli di distribuzione e marketing dell'industria cinematografica africana.[36]

Contemporaneamente allo European Film Market, ogni anno il festival ospita per quattro giorni il Berlinale Co-Production Market, una piattaforma per produttori cinematografici e televisivi che possono presentare progetti e trovare partner per coproduzioni internazionali. L'evento si svolge nella Abgeordnetenhaus di Berlino, di fronte a Martin-Gropius-Bau, ed è organizzato in collaborazione con il Mitteldeutsche Medienförderung GmbH (MDM), società per la promozione dei media di Sassonia, Sassonia-Anhalt e Turingia. Nel corso del festival, ai migliori progetti vengono assegnati tre premi: lo Eurimages Co-Production Development Award, il VFF Talent Highlight Award e l'ARTE International Prize.

## Berlinale Talents
Nel 2003 il Festival di Berlino ha stretto una partnership con il Berlinale Talents (in precedenza Berlinale Talent Campus), una scuola per cineasti emergenti che si svolge contemporaneamente alla manifestazione. Ogni anno il Berlinale Talents riunisce circa 250 candidati da tutto il mondo e rappresentanti tutte le professioni del cinema: sceneggiatori, registi, produttori, direttori della fotografia, attori, montatori, scenografi, compositori, sound designer, distributori e critici cinematografici.
Ospitato negli spazi dello Hebbel am Ufer, nelle immediate vicinanze dello European Film Market, l'evento ha una durata di sei giorni e prevede workshop, tutoraggi, conferenze e tavole rotonde con professionisti dell'industria cinematografica internazionale. Il Berlinale Talents collabora inoltre con l'EFM e con diversi festival cinematografici internazionali come quelli di Beirut, Buenos Aires, Durban, Guadalajara, Sarajevo e Tokyo.

## Galleria d'immagini

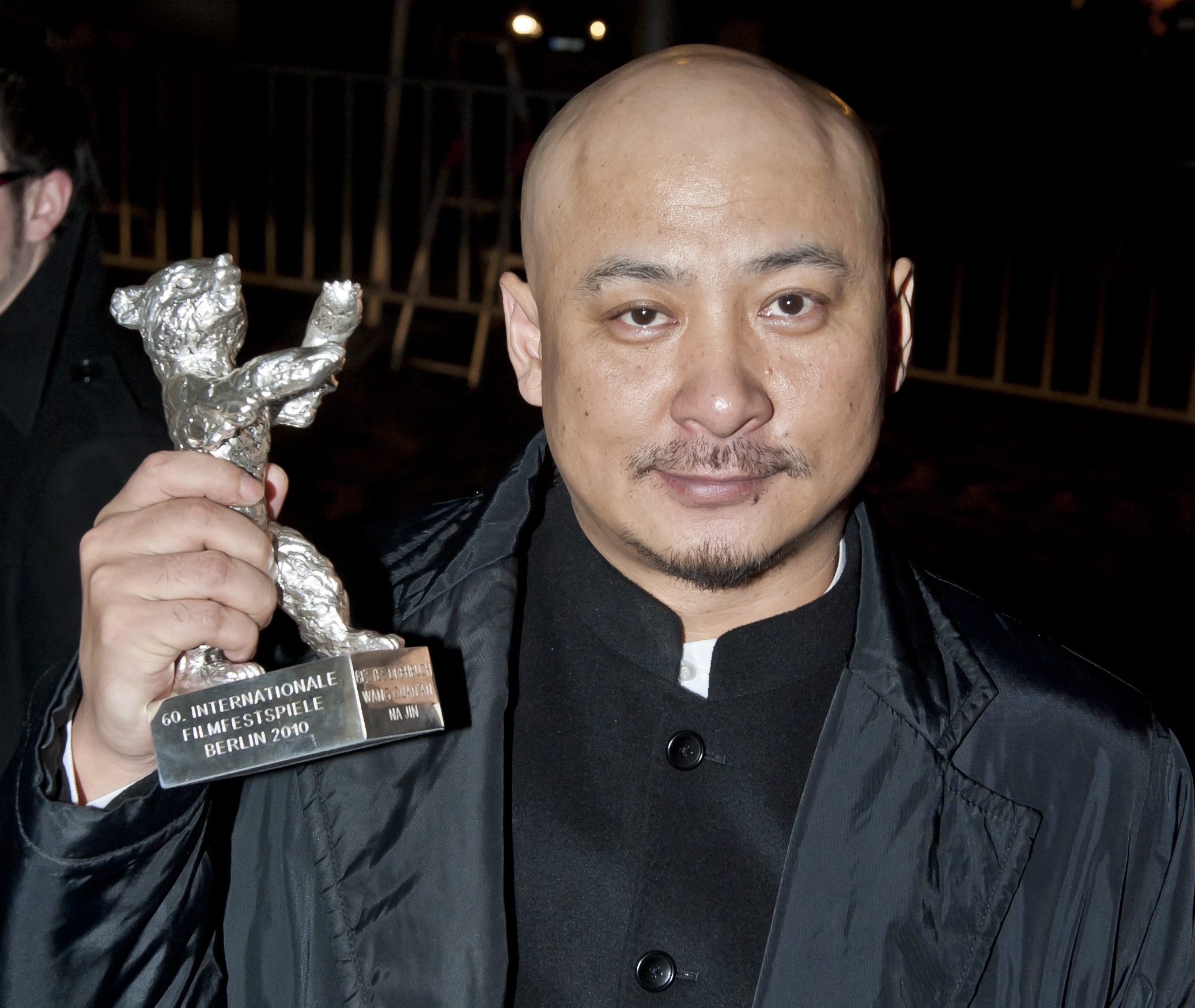
Quan'an Wang, Orso d'argento per la migliore sceneggiatura nel 2010 per Apart Together
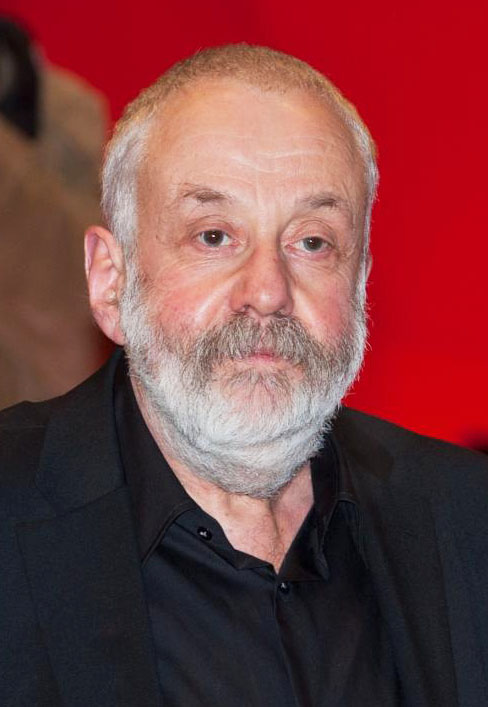
Mike Leigh, presidente di giuria nel 2012
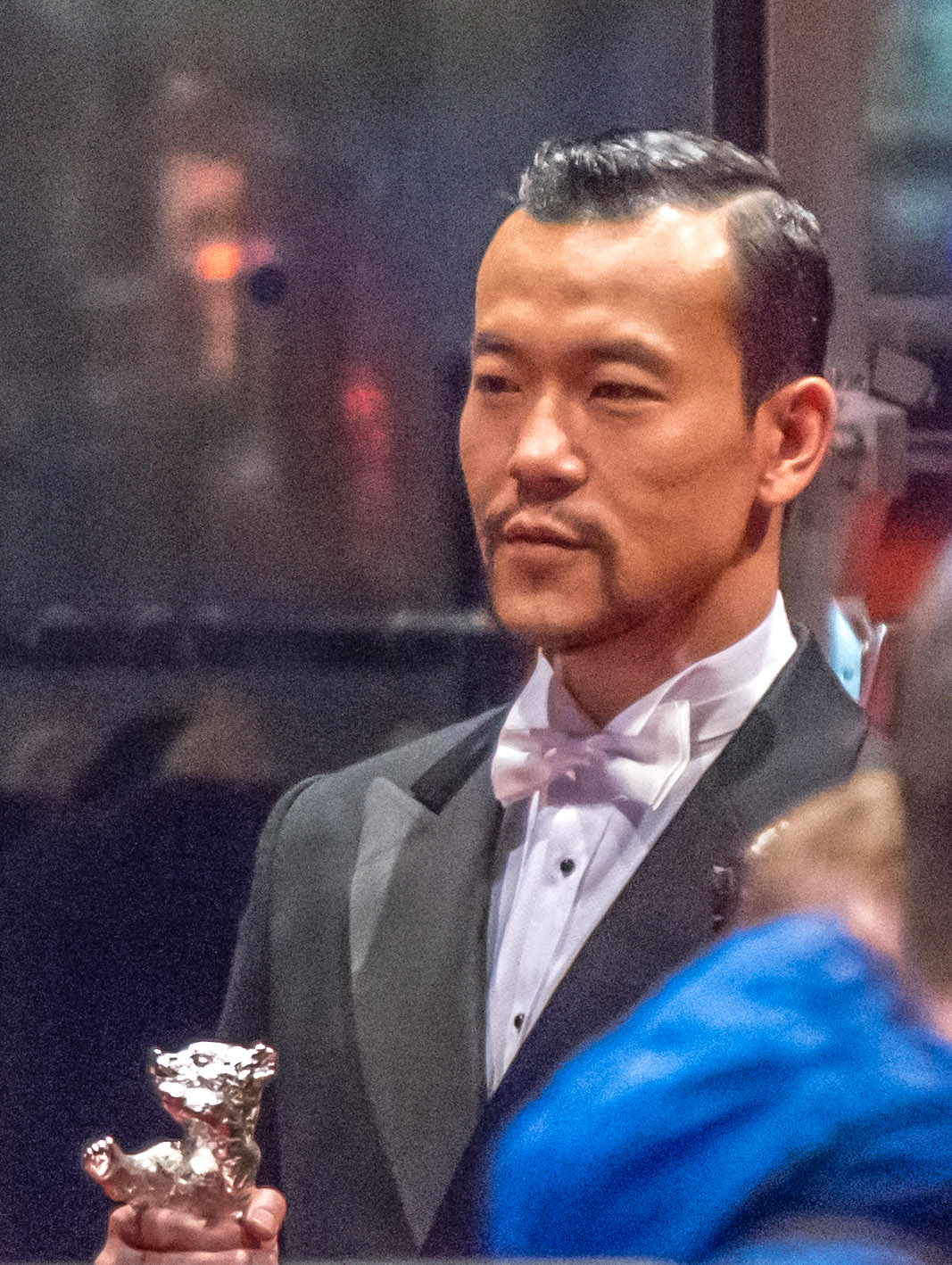
Liao Fan, Orso d'argento per il miglior attore nel 2014 per Fuochi d'artificio in pieno giorno
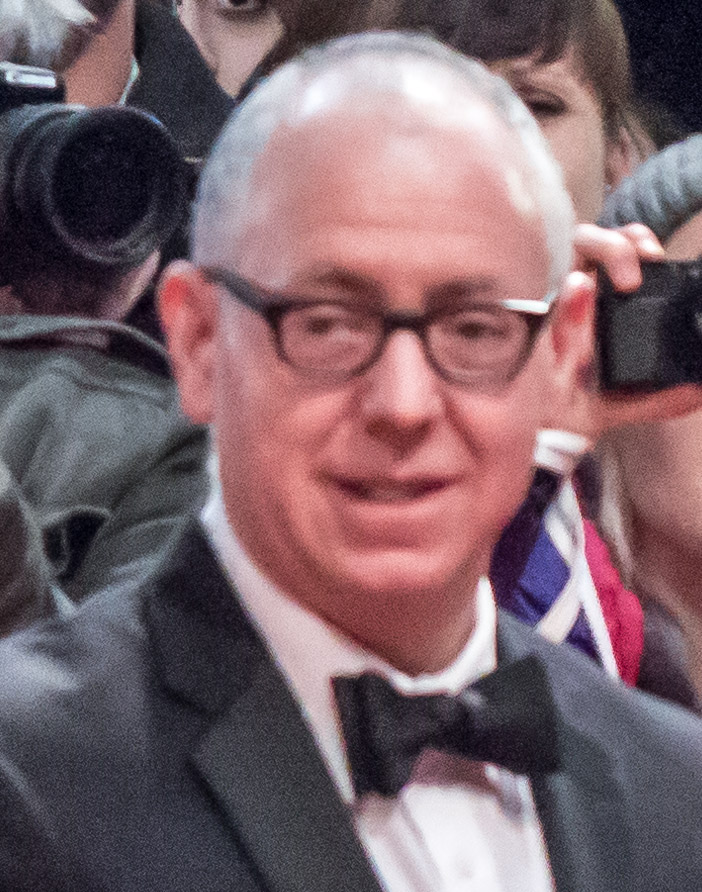
James Schamus, presidente di giuria nel 2014
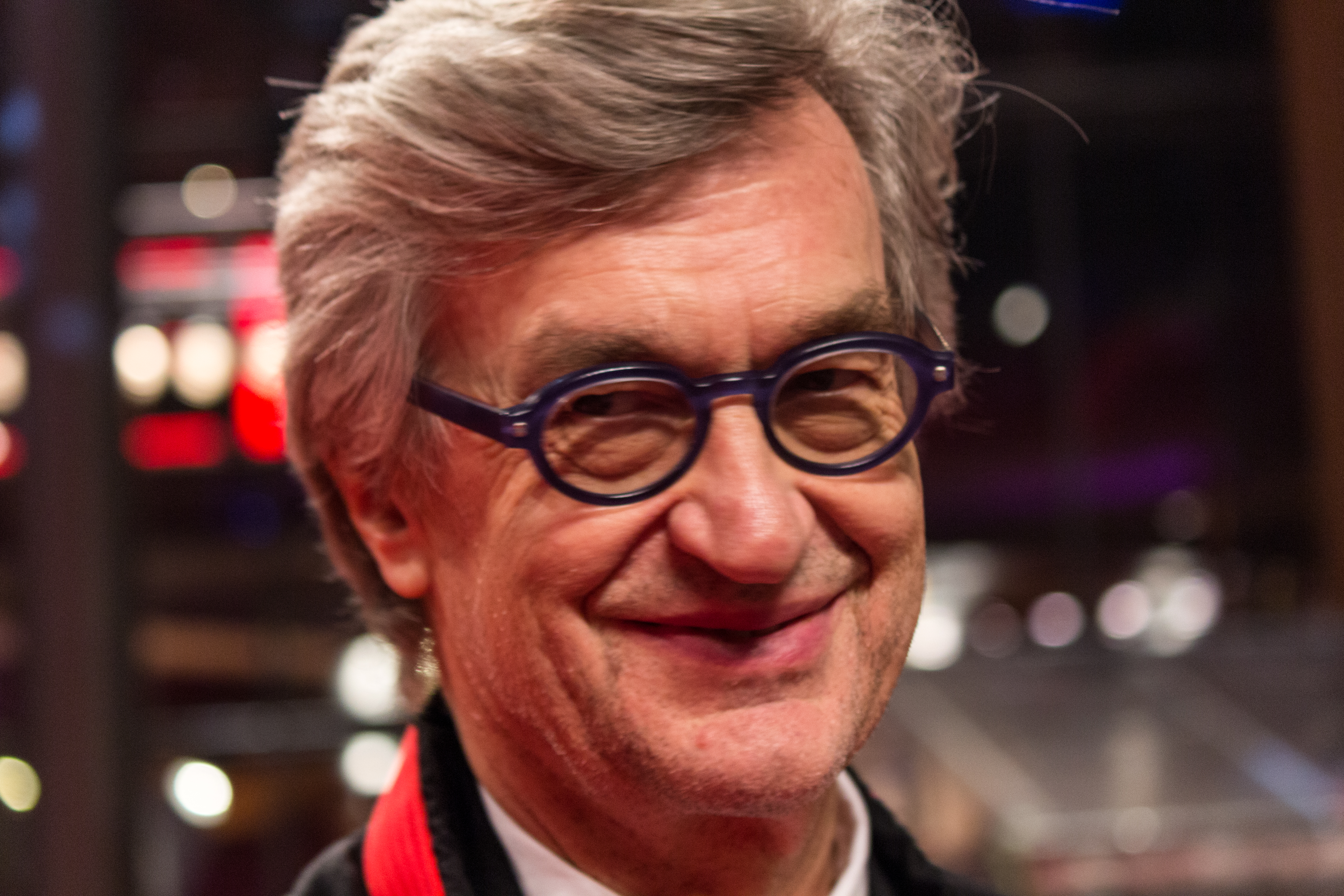
Wim Wenders, Orso d'oro alla carriera nel 2015
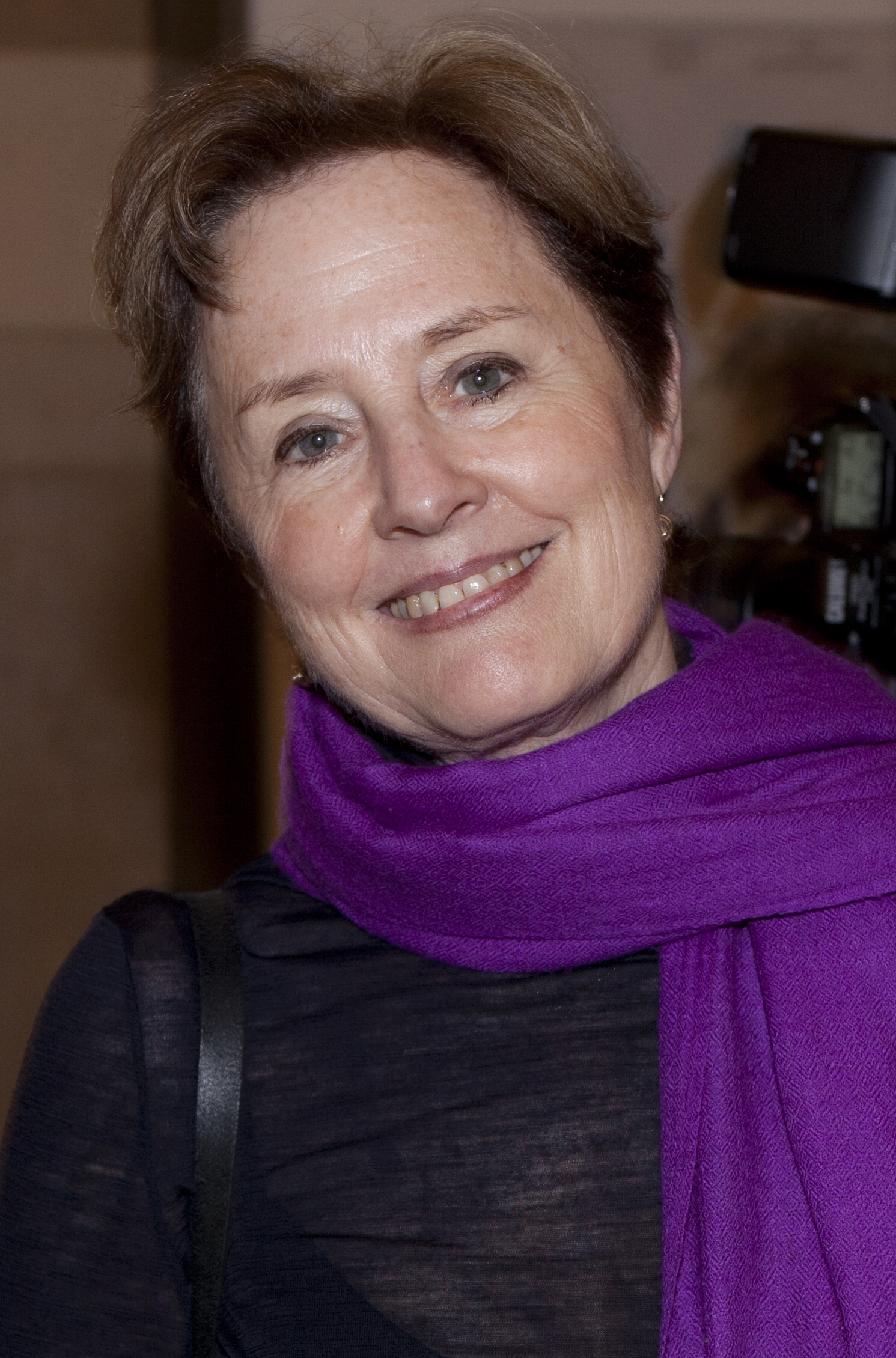
Alice Waters, vincitrice della Berlinale Kamera nel 2015

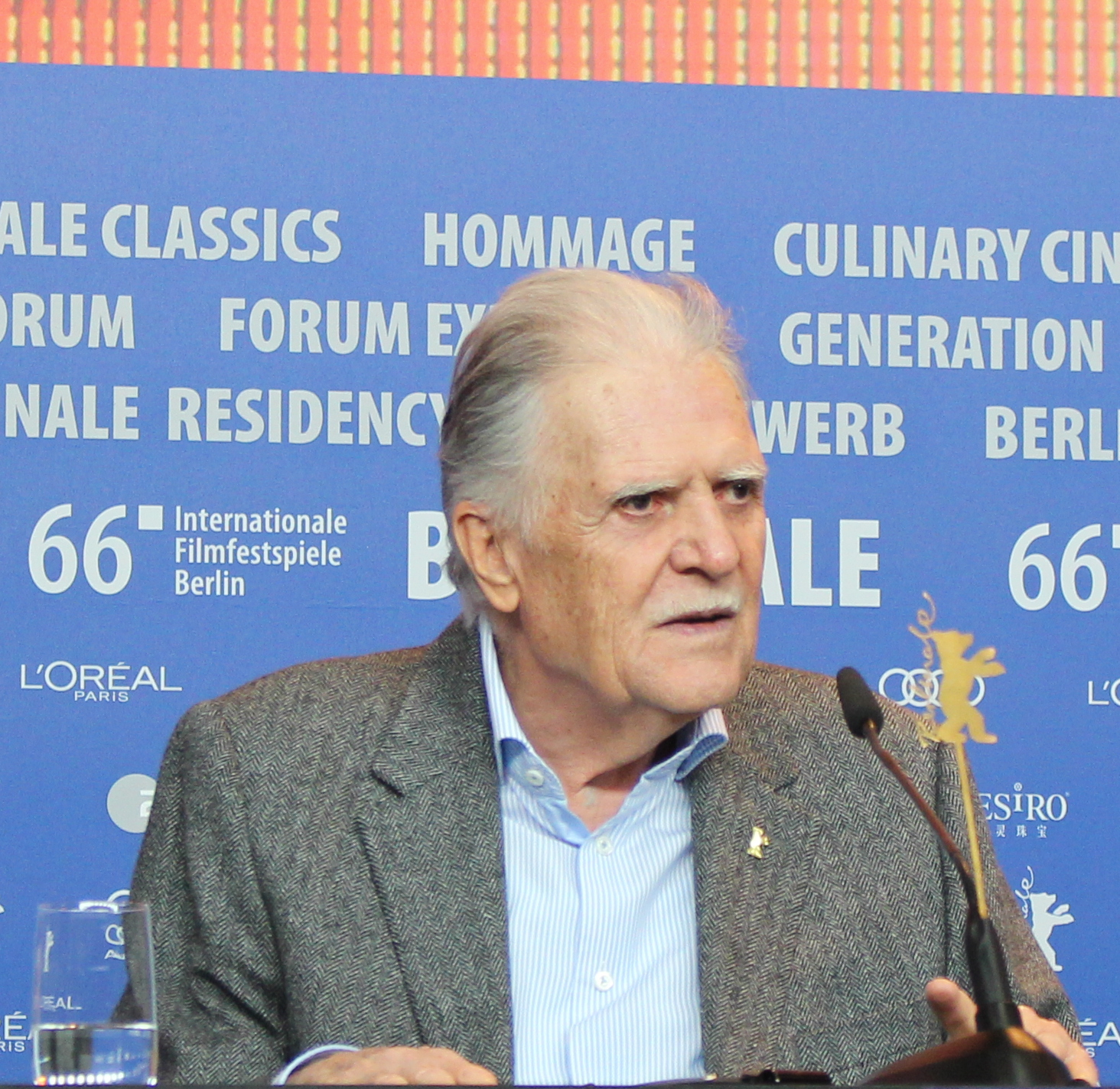
Michael Ballhaus, Orso d'oro alla carriera nel 2016
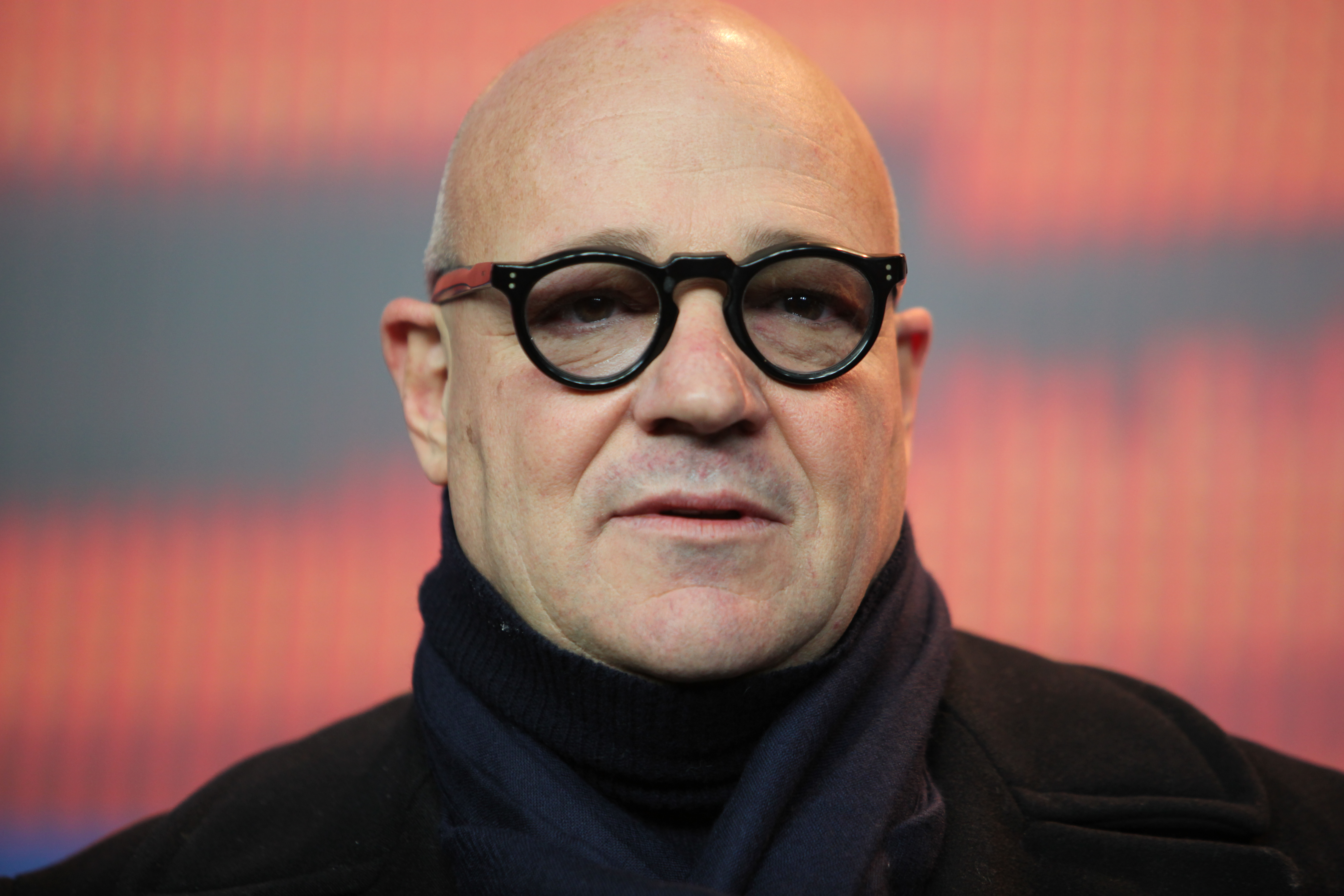
Gianfranco Rosi, vincitore dell'Orso d'oro nel 2016 per Fuocoammare
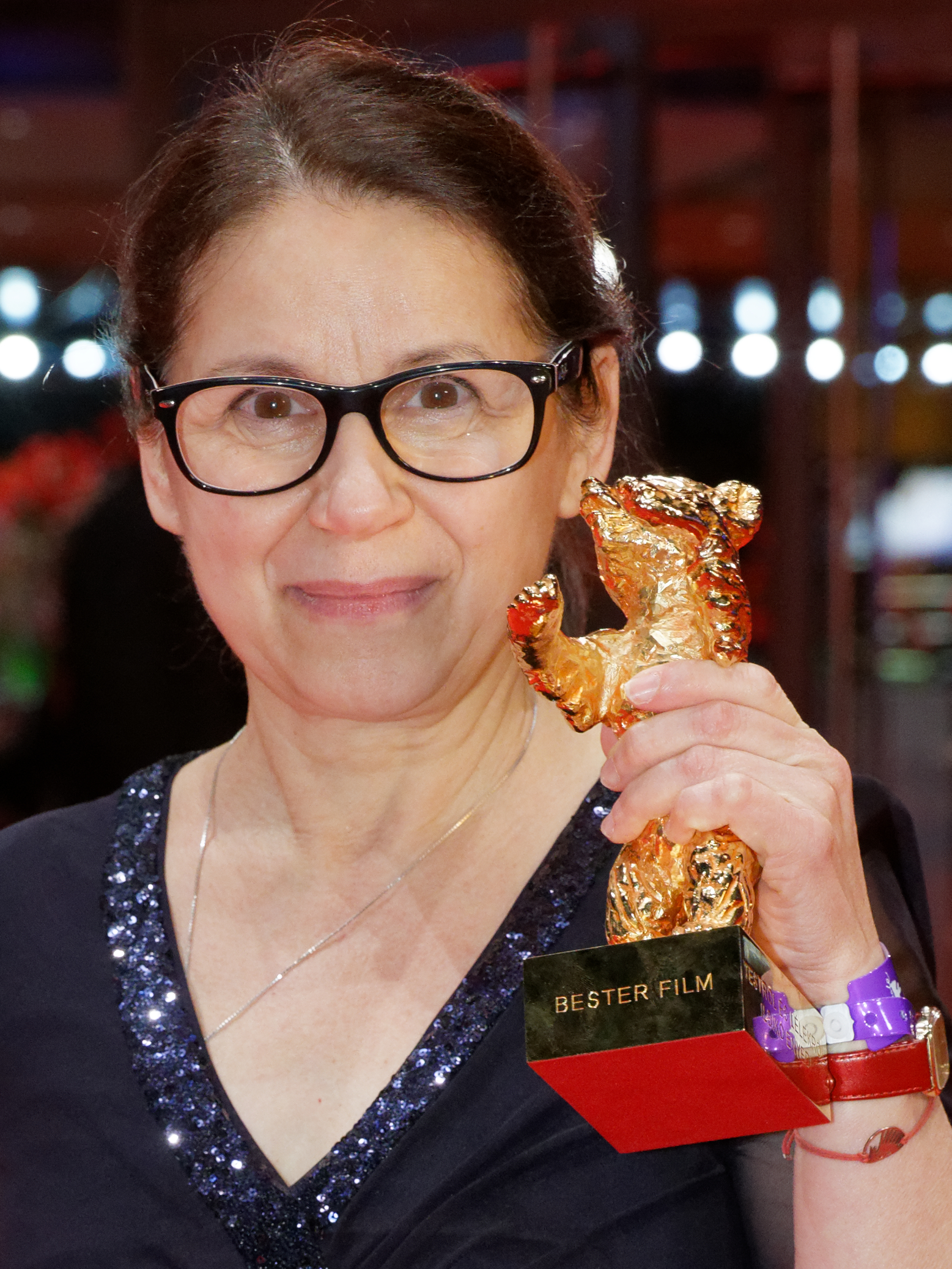
Ildikó Enyedi, vincitrice dell'Orso d'oro nel 2017 per Corpo e anima
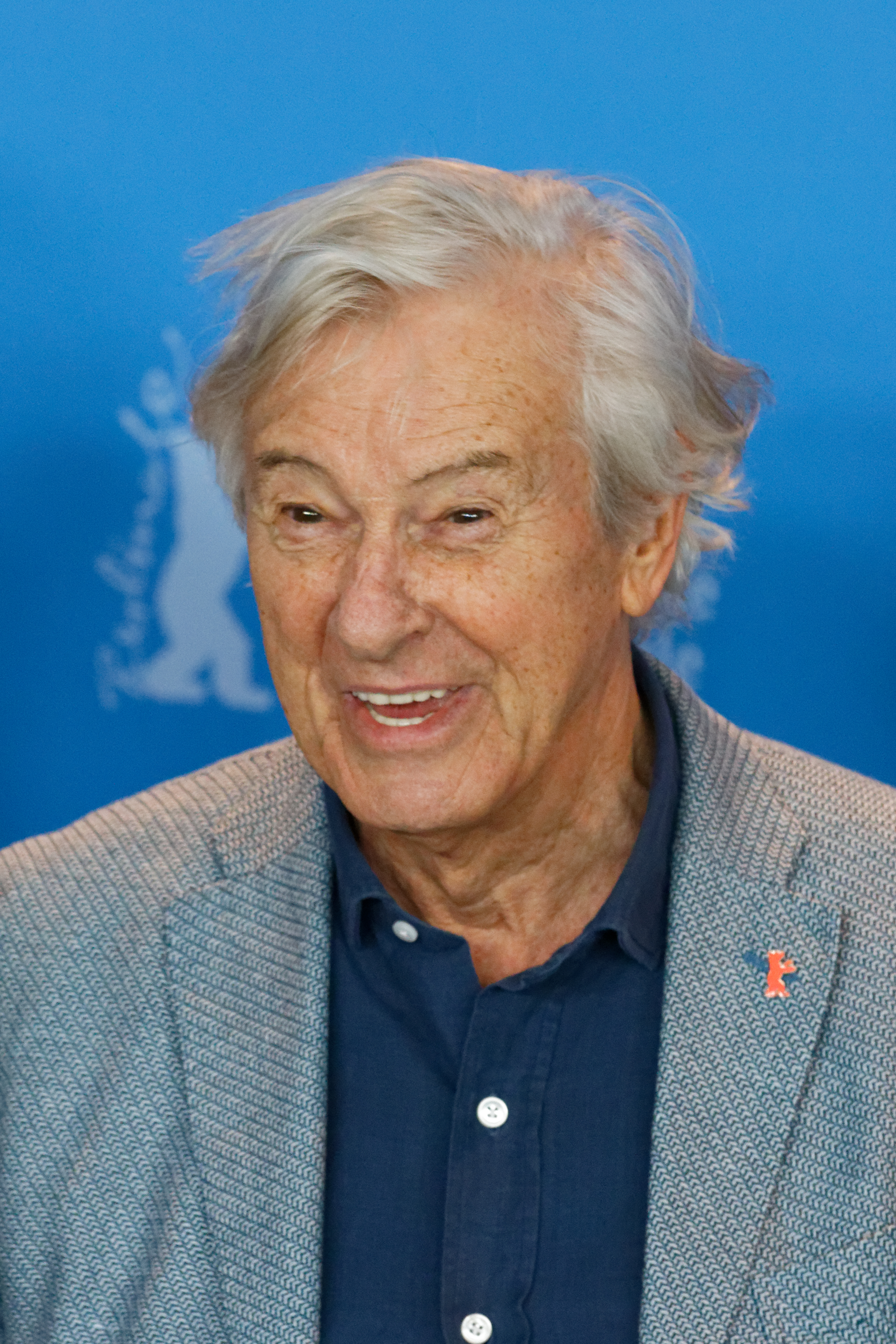
Paul Verhoeven, presidente di giuria nel 2017
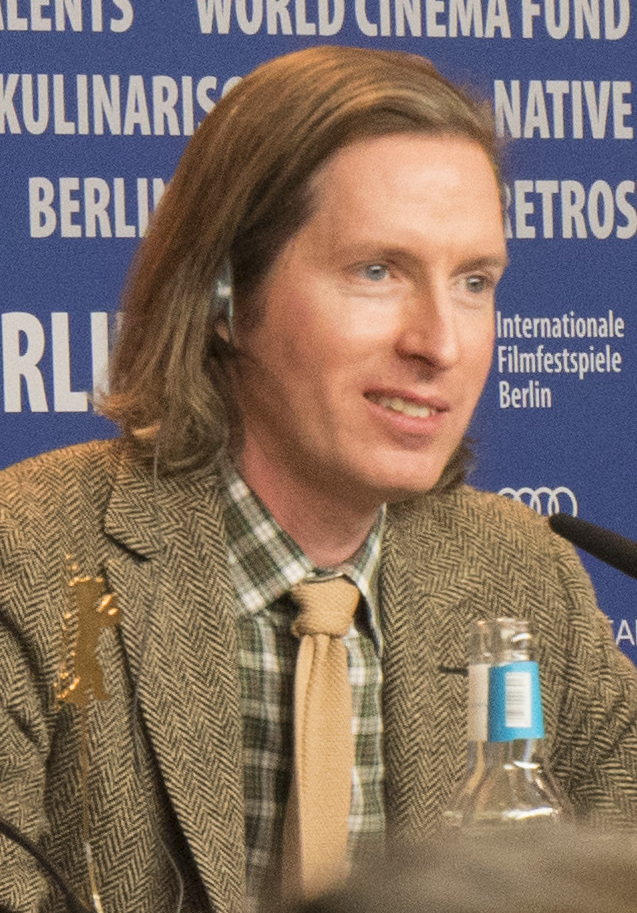
Wes Anderson, Orso d'argento per il miglior regista nel 2018 per L'isola dei cani
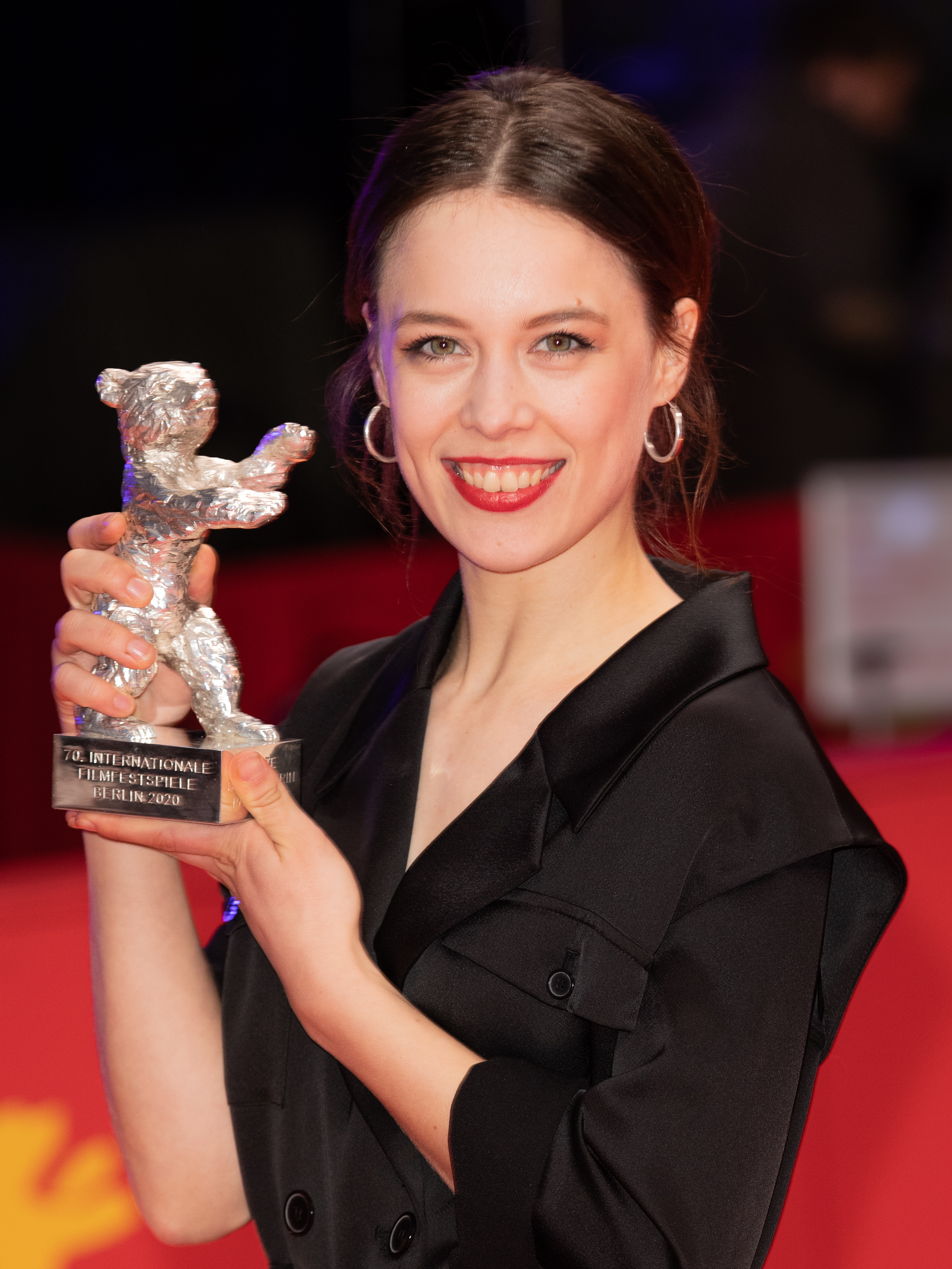
Paula Beer, Orso d'argento per la miglior attrice nel 2020 per Undine - Un amore per sempre